# Ildikó Pelczné Gáll
Ildikó Pelczné Gáll (Szikszó, 2 mei 1962) is een Hongaars politica namens Fidesz.

## Loopbaan
Pelczné Gáll is een werktuigbouwkundig ingenieur en behaalde in 1998 haar PhD. Ze bekleedde verschillende functies bij Fidesz, waaronder die van vicevoorzitter en voorzitter van de vrouwenafdeling (beide vanaf 2005).
Op 16 mei 2006 werd Pelczné Gáll lid van het Hongaars parlement, waar zij tot 2 juni 2010 vicefractievoorzitter van Fidesz was. Daarnaast was zij vanaf 14 juli 2009 vicevoorzitter van het parlement.
Op 2 juni 2010 werd Pelczné Gáll benoemd tot lid van het Europees Parlement, als opvolger van Pál Schmitt. Zij was lid van de fractie van de Europese Volkspartij. Na de parlementsverkiezingen van 2014, waarbij zij herkozen werd, werd Pelczné Gáll op 1 juli 2014 verkozen tot een van de veertien vicevoorzitters van het parlement. In die hoedanigheid maakte zij deel uit van het Bureau. Daarnaast was zij lid van de commissie-Interne markt en Consumentenbescherming en plaatsvervangend lid van de commissie-Rechten van de vrouw en Gendergelijkheid en de commissie-Economische en Monetaire Zaken.
Sinds 1 september 2017 is Pelczné Gáll lid van de Europese Rekenkamer.